# Virus de la forêt de Barmah
Alphavirus barmah
Espèce
Synonymes
- Barmah Forest virus (ICTV, 1982)

Le Virus de la forêt de Barmah, Alphavirus barmah, est une espèce de virus que l'on trouve uniquement en Australie. Selon une fiche d'information des services de santé publique du Queensland, « il n'existe pas de traitement médicamenteux spécifique » contre ce virus, mais la maladie n'est pas mortelle et relativement bénigne. Le virus est transmis aux humains par la piqûre de moustiques infectés, les espèces Aedes vigilax et Culex annulirostris, et il n’existe pas de transmission interhumaine. Le virus est probablement hébergé par des oiseaux sauvages ou des marsupiaux.
Les symptômes de l’infection sont la fièvre, un malaise, une éruption cutanée, des douleurs articulaires, une faiblesse musculaire. La fièvre et les signes généraux disparaissent généralement en quelques jours à une semaine, mais d'autres symptômes comme les douleurs articulaires peuvent persister jusqu'à six mois. 
Les symptômes d’une infection par ce virus sont presque impossibles à distinguer de ceux dus au virus de Ross River. 
Le virus a été découvert en 1974 chez les moustiques de la forêt de Barmah au nord de l’État de Victoria.
Durant les années 1995–2008, 15 592 cas de BFV (de l'anglais « Barmah Forest Virus ») sont enregistrés en Australie. Parmi eux, le Queensland enregistre le plus grand nombre de cas avec 8 050, soit plus de 50 % du total. En 2011, 1 855 personnes sont diagnostiquées avec le BFV.

## Référence biologique
- (en) ICTV : Barmah Forest virus  (consulté le 28 février 2021)